# Bollaardstraat
De Bollaardstraat is een straat in het historisch centrum van Brugge.

## Beschrijving
Bollaard kan verschillende betekenissen hebben. Hier is de meest waarschijnlijke dat het Middelnederlands bollaert te pas komt, dat de betekenis had van gerechtsbode of beul. Waarschijnlijk ging het hier om een persoon die de beroepsnaam als familienaam hanteerde.
Karel De Flou vermeldde twee gelijknamige straten in Brugge:
- Bollaertstraetkin in de Lane (in de 15de eeuw);
- 't Bollaertstraetkin in de Zelverstraete.

De huidige Bollaardstraat loopt van de Beenhouwersstraat naar de Mortierstraat.
Oorspronkelijk heette het straatje Corte Boomgaerstrate, met nog een paar varianten. De naam had waarschijnlijk betrekking met bewoners die de naam Bogaert droegen. Het werd ook soms gesitueerd als Buter Wulfhage.
Dat ook Bollaert naar bewoners verwees, wordt bevestigd doordat al in 1312 een Colaerd Bollaert vermeld werd die een huis en een 'stove' had Buter Wulfhage.